# Neurothemis tullia
Neurothemis tullia – gatunek ważki z rodziny ważkowatych (Libellulidae).